# Vivre, à quoi ça sert ?
 (novembre 2011).
Si vous disposez d'ouvrages ou d'articles de référence ou si vous connaissez des sites web de qualité traitant du thème abordé ici, merci de compléter l'article en donnant les références utiles à sa vérifiabilité et en les liant à la section « Notes et références ».
Vivre, à quoi ça sert ? est un texte écrit par sœur Emmanuelle et paru le 18 février 2004.

## Résumé
Sœur Emmanuelle a renoué depuis dix ans avec l'Europe. À sa grande surprise, elle y a rencontré beaucoup de gens malheureux, inquiets, insatisfaits, en quête identitaire et spirituelle. La plupart d'entre eux s'interrogent sur le sens à donner à leur vie. Dans le compagnonnage du philosophe Pascal, qu'elle a lu et médité tout au long de sa vie, sœur Emmanuelle esquisse des réponses à cette question cruciale. En confrontant le message des pensées à sa propre expérience, aux rencontres qui la nourrissent, notamment avec les jeunes, elle nous offre une sorte de petit manuel pour mieux apprendre à vivre les grandeurs et misères qui font notre condition d'homme.